# Ausktribosphenidae
Ausktribosphenidae — вимерла родина австралосфенідових ссавців ранньої крейди Австралії та середини крейди Південної Америки.
Ausktribosphenidae тісно пов’язані з однопрохідними, і тому вони утворюють інотерієву кладу Australosphenidae. Два види, Ausktribosphenos nyktos і Bishops whitmorei, обидва з яких відомі лише за фрагментами черепа та щелепи.